# Planning

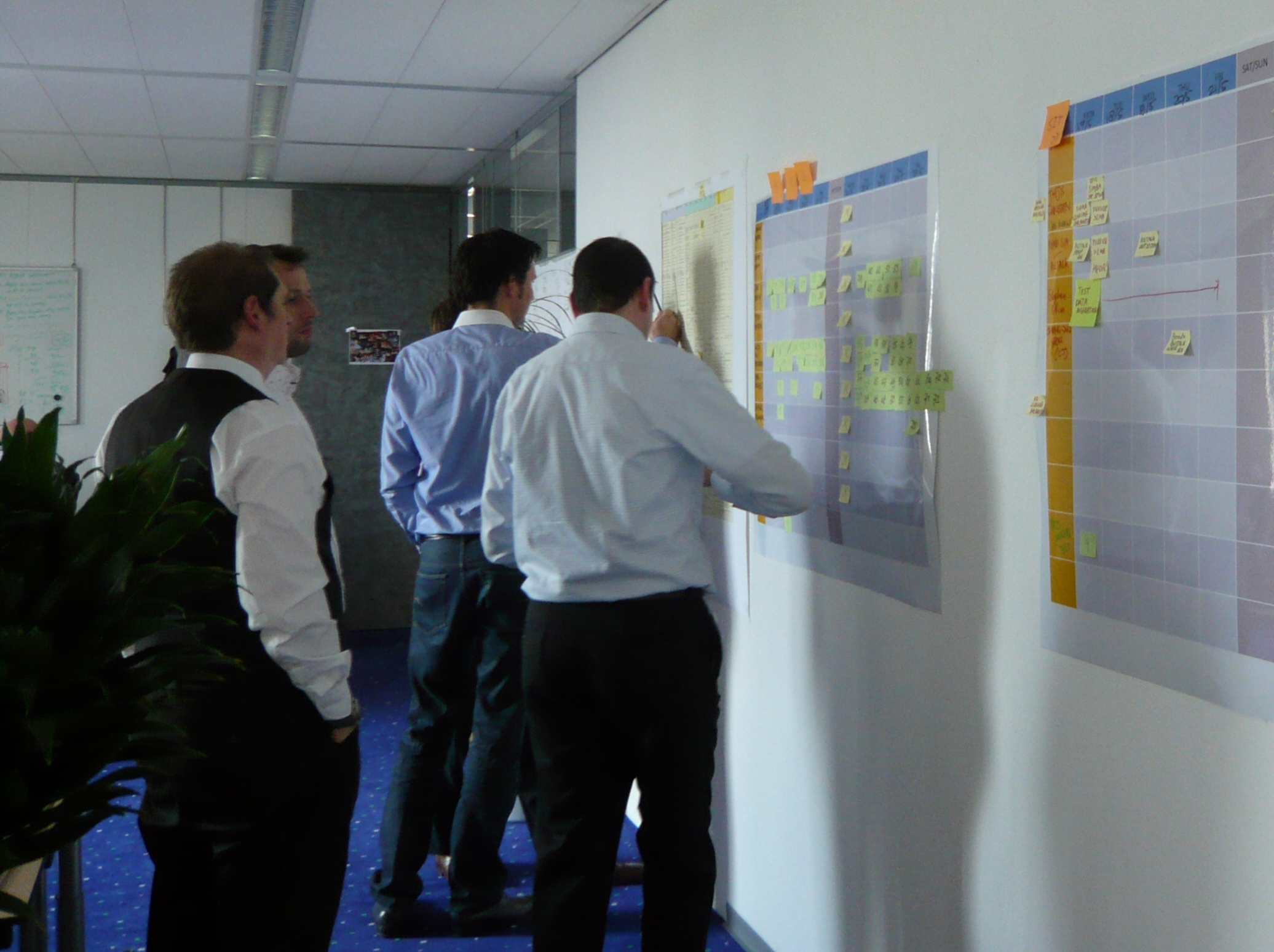
Computerdeskundigen rond een planbord

Planning  heeft zowel betrekking op het proces om tot een plan te komen, als op de juiste en tijdige uitvoering van het plan. 

## Kenmerken
Veel vormen van planning combineren:
- een doel en een idee over de wenselijkheid van het doel
- de beoogde activiteiten
- een gewenst tijdpad
- een idee over de waarschijnlijkheid van het behalen van het doel en de uitvoering van de activiteiten

Verwachtingen kunnen in scenario's verkend worden. Deze verwachtingen worden echter vaak niet nadrukkelijk omschreven. Planning omvat dus een voorspelling van de toekomst, beschrijft tevens hoe deze er uit zou moeten zien en beïnvloedt deze bovendien.
Planning gaat vaak gepaard met een product, bijvoorbeeld een blauwdruk voor bedrijfsgroei of een plattegrond voor ontwikkeling. Soms omvat een planning kwantitatieve doelen een forecast, zoals het aantal gestichte bedrijfsterreinen of het aantal scholieren op een school. Een planning moet uitgaan van een realistische weergave van de werkelijkheid. Daarnaast leidt het ontbreken van een degelijke onderbouwing van een planning sneller tot mislukking. Bovendien zijn vormen van planning die flexibel zijn en rekening houden met veranderende omstandigheden vaak succesvoller.

### Doel en belang van planning
De vorm en inhoud van een planning varieert per organisatie. 
Planning kan een doorslaggevende rol spelen bij het vermijden van fouten en het herkennen van kansen. Een goede planning geeft aan dat het management de organisatie kent en dat er nagedacht is over ontwikkelingen op het gebied van "producten", management, financiën en, misschien het belangrijkste, de externe omgeving, zoals markten, concurrentie, gebruikers en regulering. Planning helpt de toekomst te voorspellen, de toekomst tot op zekere hoogte zichtbaar te maken en een brug te slaan tussen het heden en deze toekomst.
De betekenis van planning wordt wel samengevat in enkele functies:
- Signalering en structurering: planning structureert het probleem en dwingt tot nauwkeurige waarneming, definities en bepaling van oplossingsrichtingen. Het helpt de ontwikkelingen en vooruitzichten van een organisatie of project te verduidelijken, in beeld te krijgen en te onderzoeken.
- Oriëntatie: planning draagt bij tot verruiming van de speelruimte in de toekomst.
- Framing: planning verschaft een weloverwogen en logisch raamwerk waarbinnen een organisatie voor een bepaalde periode strategieën kan ontwikkelen en nastreven.
- Coördinatie: planning houdt rekening met specifieke omstandigheden en onderlinge afhankelijkheden van diverse ontwikkelingen.
- Modulatie: planning draagt bij tot het oplossen van conflicten.
- Evaluatie: planning verschaft een meetlat waarmee prestaties gemeten en beoordeeld kunnen worden.

### Opzet van planning
Concreet omvat een (ideale) planning van een bepaalde activiteit:
- het formuleren van de doelstelling(en) die men in de toekomst wil verwezenlijken
- het bestuderen van de mogelijkheden en deze verwezenlijken
- het opstellen van een lijst met alle deelactiviteiten die uitgevoerd moeten worden
- een schatting van de tijdsduur die voor elke deelactiviteit nodig is
- een beschrijving van de volgorde in tijd (het bepalen van de prioriteiten) en de verbanden tussen de activiteiten
- de besluitvorming
- de uitvoering en eventueel een evaluatie

Deze opzet betekent dat planning gekenmerkt wordt door:
- Rationaliteit: planning heeft in de regel een doordachte logische opbouw.
- Proceskarakter: Het planningsproces verloopt in de regel in een aantal etappes tijdens de opeenvolging van de fasen van de activiteit waarop de planning betrekking heeft.
- Resultaatkarakter: Het doel van planning is het actief beïnvloeden van de toekomst op een bepaald gebied.
- Informatiekarakter: Planning levert informatie voor beslissers, uitvoerenden en andere bij de planning betrokkenen.

### Afhankelijkheden (kritieke pad)
Een van de belangrijkste doelen bij een planning is het in beeld brengen van de mate waarin beoogde routes en activiteiten van elkaar afhankelijk zijn (het zogenaamde kritieke pad). Inzicht hierin opent de mogelijkheid om naar alternatieven te zoeken, om de kans op stagnatie te verkleinen.

## Vormen en toepassingen van planning

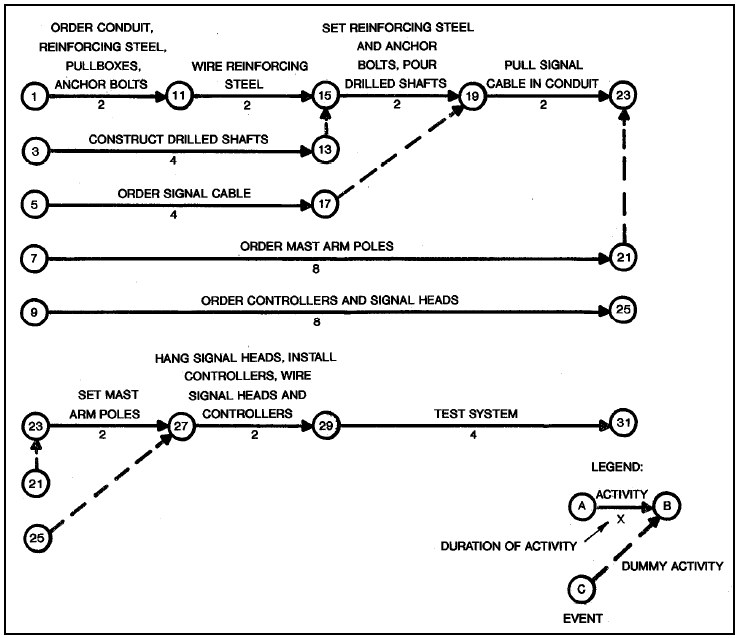
Voorbeeld van een netwerkplanning.

Enige toepassingen van planning zijn:

### In het bedrijfsleven
Planning maakt deel uit van het management van bedrijven, waarbij doelstellingen voor de bedrijfstoekomst en de taken en hulpmiddelen om die te bereiken moeten worden bepaald binnen de gegeven tijd en middelen. Daartoe kunnen managers business- of marketingplannen of een ondernemingsplan ontwikkelen. Daarbij stelt het bedrijf zich de vragen:
wat de huidige toestand is van het bedrijf (in termen van productie, organisatie, potenties, strategie en dergelijke), wat de gewenste toestand is en wat moet gebeuren om daar te komen. Dat kan resulteren in vormen van strategische planning en meer concrete deelplannen zoals bij personeelsplanning.

### Bij de overheid
In het openbaar bestuur wordt overheidsplanning nogal eens gelijkgesteld aan overheidsbeleid. Bestuurskundigen als De Haan, Drupsteen en Fernhout hebben overheidsplanning omschreven als "de systematische en gecoördineerde voorbereiding, vaststelling en uitvoering van beleidsbeslissingen op basis van een programma van doeleinden en middelen."
Planning speelt een rol bij veel vormen van overheidsbeleid. Heel zichtbaar is het echter in de ruimtelijke ordening en verwante beleidsthema's als infrastructuur en stedenbouw. In Nederland bestaat een uitgebreid stelsel van ruimtelijke ordening dat door overheden op verschillende niveaus wordt vormgegeven, in bijvoorbeeld bestemmingsplannen. In België kent men het gewestplan. Wetenschappelijke ondersteuning hieraan wordt verleend door de planologie.
Planning van de economie vond vooral plaats in de centraal geleide economie van het voormalige Oostblok. Deze planning kon gepaard gaan met min of meer formele plannen die vaak aan termijnen waren gekoppeld, zoals een vijfjarenplan.

### In de informatica
Binnen de informatica en mechanisatie krijgt het automatisch construeren van een plan veel aandacht. Men loopt vaak tegen problemen aan als men verlangt dat systemen autonoom een bepaald doeltoestand bereiken, zoals bijvoorbeeld het geval is binnen de robotica, onbemande luchtvaartuigen en intelligent agents. Een voorbeeld
is bewegingsplanning, het plannen van een beweging door het op te delen in kleinere bewegingen, zoals bij een robotarm.

### Project planning algemeen
Bij veel projecten hanteert men vormen van projectplanning zoals critical path planning, waarbij wordt bepaald welke volgorde van activiteiten bepalend is voor het tijdstip van afronding van het project. Door de activiteiten en afhankelijkheden schematisch voor te stellen in een netwerk (zie figuur) kan een lijn worden getekend door de bepalende activiteiten en kunnen deze zo zichtbaar worden. De rode draad.